# Tunge britiske kampvogne under 1. Verdenskrig
Tunge britiske kampvogne var en familie af tunge pansrede køretøjer, som blev udviklet af British Army under 1. Verdenskrig. Mark I var verdens første kampvogn - tank - som kom i kamp. Køretøjerne blev skabt for at bryde dødvandet på Vestfronten, hvor krigsførelsen blev domineret af skyttegrave, pigtråd og maskingeværer. Betegnelsen "tank", blev valgt for at opretholde hemmeligholdelsen af projektet og skjule dets egentlig formål. Den blev udviklet, så den var i stand til at krydse skyttegrave, modstå beskydning fra håndvåben og maskingeværer, bevæge sig over vanskeligt terræn, medtage forsyninger og erobre fjendtlige stillinger. Den betragtes som en succes på mange punkter, men havde mange problemer som følge af dens primitive konstruktion.
Mark I blev taget i brug i august 1916, og blev første gang sendt i kamp om morgenen den 15. september 1916 under slaget ved Flers-Courcelette, som var en del af slaget ved Somme. Når man ser bort fra de få mellemliggende Mark II og Mark III kampvogne, blev den efterfulgt af den meget lignende Mark IV, som første gang kom i kamp i juni 1917. Mark IV blev brugt i stort antal (omkring 460 styk) i slaget ved Cambrai i november 1917. Mark V, med dens stærkt forbedrede gearkasse, blev taget i brug i midten af 1918.
Den usædvanlige rombeform havde til formål at give den så lange kæder som muligt, for at muliggøre krydsning af de brede skyttegrave, som var fremherskende på slagmarkerne på Vestfronten. De tunge kampvogne blev betegnet "han" eller "hun" alt efter hvilken slags bevæbning de havde i affutagerne på deres sider, Prototypen havde en 6-punds 57 mm kanon og en Hotchkiss maskingevær i hver. Konstruktørerne var bekymrede over at de langsomt kørende køretøjer ville være sårbare overfor angreb fra fjendtligt artilleri, og besluttede at deciderede anti-personel våben var nødvendige. Man kunne ikke få kardæsk granater til 6-punds kanonen, så det blev besluttet at udforme en ny affutage, som i stedet kunne rumme to Vickers maskingeværer. Kampvogne udstyret med dette nye design blev kaldt "hunner", og de som havde 6-punds kanonen kaldtes "hanner". (Dette havde den uheldige effekt, at prototypen, som kaldtes "Mother" blev en "han".)

## Udvikling
Mark I var en videreudvikling af Little Willie, den eksperimentelle kampvogn, som blev bygget for Landships Committee af løjtnant Walter Wilson og William Tritton mellem juli og september 1915. Den blev designet af Wilson som svar på problemer med kæder og evnen til at krydse skyttegrave, som havde vist sig under udviklingen af Little Willie. Et kanontårn oven på skroget ville have placeret tyngdepunktet for højt, når man klatrede op af en tysk skansevæg (som typisk var 1,2 meter høj, så kæderne var placeret i en rombeform omkring skroget og kanonerne var placeret i affutager på siden af kampvognen. Det ændrede design kunne også imødekomme hærens behov for at kunne krydse en 2,4 m bred skyttegrav.
En model af Wilsons ide blev forevist Landships Committee da de så demonstrationen af Little Willie. På dette tidspunkt blev hærens generalstab overtalt til at blive involveret, og udpegede repræsentanter til komiteen. Gennem disse kontakter blev hærens ønsker til pansring og bevæbning indarbejdet i designet. Prototypen af Mark I, som var klar i december 1915, blev kaldt "Mother" (tidligere navne havde været "The Wilson Machine", "Big Willie" og "His Majesty's Land Ship Centipede"). Mother blev forevist Landships Committee ved vellykket demonstration i begyndelsen af 1916. Den blev kørt rundt på en bane, som simulerede fronten med skyttegrave, skanser, kratere og pigtrådsspærringer. Demonstrationen blev gentaget den 2. februar for kabinetsministre og højtstående officerer i hæren. Krigsminister Kitchener var skeptisk, men de andre var imponerede. Lloyd George, den daværende minister for krigsudrustning sørgede for at hans ministerium fik ansvar for produktionen af kampvogne.
"Landships Committee" blev omdannet til "Tank Supply Committee" med Albert Stern som formand. Ernest Swinton, som havde fremmet ideen om kampvogne fra hærens synsvinkel, var også medlem. General Haig sendte en stabsofficer Hugh Elles, som skulle fungere som hans forbindelsesled til forsyningskomiteen. Swinton blev senere leder af den nye våbengren og Elles chef for kampvognene i Frankrig.
Den første bestilling af kampvogne blev afgivet den 12. februar 1916 og en ny den 21. april. Fosters byggede 37 ("hanner"), og Metropolitan Carriage, Wagon, and Finance Company i Birmingham, 113 (38 "hanner" og 75 "hunner"), i alt 150.
Da nyheden om den første brug af kampvogne kom frem, kommenterede Lloyd George: "Tja, vi må ikke forvente for meget fra dem; men indtil videre har de klaret sig godt, og tror De ikke, at det betyder at de som var ansvarlig for dem fortjener nogen ros? Det er faktisk Mr Winston Churchill, som fortjener ros, mere end nogen anden. Han greb entusiastisk ideen om at lave dem for længe siden, og han mødte mange vanskeligheder. Han overbeviste mig, og i krigsudrustningsministeriet fortsatte han med at få dem lavet. Admiralitetes eksperter var uvurderlige, gav størst mulig bistand. De er naturligvis eksperter indenfor pansring. Major Stern, en forretningsmand i krigsudrustningsministeriet havde ledelsen af arbejdet med at få dem bygget, og han klarede opgaven meget godt. Oberst Swinton og andre ydede også værdifuldt arbejde."

## Beskrivelse
Mark I var et rombeformet køretøj med et lavt tyngdepunkt og lange kæder, som var i stand til at passere hullede overflader og krydse skyttegrave. Hovedbevæbningen sad i affutager i siderne.
Skroget var udelt indeni. Besætningen delte rummet med maskinen. Det var yderst ubehageligt inde i køretøjet, da ventilationen langt fra var tilstrækkelig. Luften var fuld af giftig kul-ilte, benzin og oliedampe fra maskinen og kordit-røg fra våbnene. Temperaturen kunne nå op på 50& °C. Hele besætninger kunne miste bevidstheden inde i kampvognen, og det skete også at de besvimede, når de igen kom ud i frisk luft.
For at imødegå faren for projektil stumper inde i skroget fik besætningerne udleveret læder og ringbrynje masker. En læderhjelm blev også udleveret for at beskytte mod omkringfarende projektiler inde i skroget. Gasmasker var også en del af standardudrustningen, som de var det til alle soldater på dette tidspunkt i krigen (se kemisk krigsførelse). Sidepanseret på 8 mm betød at de i starten var immune overfor beskydning fra rifler og pistoler, men det kunne gennembrydes af de nyligt udviklede panserbrydende Patrone SmK. Der var også faren for at blive løbet over ende infanteri og angrebet med håndgranater. Den næste generation af kampvognen havde tykkere panser, som gjorde dem næsten immune overfor Patrone SmK. Tyskerne reagerede ved at udvikle 13,2 mm Mauser panserværnsriffel, samt en "Geballte Ladung" – flere stavgranater bundtet sammen for at få en langt kraftigere eksplosion.
En direkte træffer fra artilleri eller en morter kunne få benzintankene (som var placeret højt op foran på fronthornene af kæderammerne på begge sider af kørerens område, for at benzinen kunne blive fødet ind i motoren ved hjælp af tyngdekraften) til at punktere. Brændte besætninger blev fjernet af særlige bjergningskompagnier, som også bjergede ødelagte kampvogne.
Styring var vanskelig, da den blev foretaget ved ændre hastigheden på de to kæder. Fire af besætningen, to kørere (hvor af en fungerede som kaptajn og betjente bremserne, den anden den primære gearkasse) og to gearmænd (en for de sekundære gear på hver kæde) skulle der til for at styre retning og hastighed. Og hastigheden oversteg aldrig gå-hastighed. Da larmen inde i køretøjende var øredøvende kommunikerede køreren med gearfolkene med håndsignaler, efter først at have fået deres opmærksomhed ved slå på motorblokken med en tung tang. Ved små drej kunne køreren bruge styrehalen: en enorm mekanisme, som blev trukket efter køretøjer og bestod af to store hjul, som hver især kunne blokeres ved at trække i et stålkabel, hvilket fik hele køretøjet til at glide i samme retning. Hvis motoren satte ud, skulle gearfolkene bruge starthåndtaget - et stort håndsving mellem motoren og gearkassen. Mange af disse køretøjer brød sammen i kampens hede, hvilke gjorde dem til lette mål for tyske artillerister. Der var ingen radio, så kommunikation med kommandoposten foregik ved hjælp af to brevduer, som havde deres egen lille luge i affutagerne, eller med løbere. På brung af støjen og vibrationerne havde tidlige eksperimenter vist, at radioer ikke kunne bruges, og derfor var lamper, flag, semaforer, farvede plader og brevduer del af standardudstyret i de forskellige modeller.
Under 1. Verdenskrig gjorde britisk propaganda ofte brug af kampvogne og viste dem som et vidundervåben, som hurtigt ville vinde krigen. De optrådte på film og i populære sange.

## Markeringer
Da de først blev indsat var britiske kampvogne bemalet i et fire-farvet camouflagemønster, som var udtænkt af kunstneren Solomon Joseph Solomon. Det viste sig, at de hurtigt blev dækket af mudder, hvilket gjorde omhyggelige camouflagemønstre overflødige. I slutningen af 1916 blev Solomon mønstret opgivet, og kampvogne blev malet i en enkelt nuance af mørkebrun.
Bag på kampvognen var der malet et tre, fire eller femcifret serienummer i hvid eller gul farve på fabrikken. Ved fronten var der en stor taktisk markering, som bestod af et bogstav, der angav kompagni eller bataljon og et nummer. træningskampvogne havde intet bogstav men tre cifre. Nogle kampvogne havde deres taktiske nummer malet på taget, så det kunne genkendes fra luften. Senere blev der malet lodrette røde og hvide striber på fronten efter at tyskerne begyndte at indsætte erobrede britiske kampvogne.
Kampvogne fik ofte individuelle navne, og disse var nogle gange malet på ydersiden. Nogle få havde bemalinger (i lighed med kunst på flynæser).

## Varianter
De først kampvogne fik betegnelsen Mark I efter at de efterfølgende varianter blev introduceret. Mark I kampvogne bevæbnet med to 6-punds kanoner og tre 8 mm Hotchkiss maskingeværer blev kaldt "han" kampvogne, de som havde fire Vickers maskingeværer og et Hotchkiss maskingevær blev kaldt "hun" kampvogne. Swinton får æren for at have opfundet disse betegnelser.
For at hjælpe styringen var et par stor hjul tilføjet bag kampvognen. De var ikke så effektive som håbet, og blev efterfølgende opgivet.
De efterføglende Mark II, III, IV, V og senere kampvogne har alle en stor lighed deres "Mother".

### Mark I
- Besætning: 8
- Kampvægt
  - Han: 28,4 t
  - Hun: 27,4 t
- Pansring: 6–12 mm
- Bevæbning
  - Han: to 6-punds kanoner, tre 8 mm Hotchkiss maskingeværer
  - Hun: fire 0.303 tommer Vickers maskingeværer, en 8 mm Hotchkiss maskingevær

Gun Carrier Mark I var et særskilt design, som var planlagt til at bære en feltkanon eller haubits, som kunne affyres fra køretøjet. I praksis blev den mest brugt til at transportere forsyninger og ammunition. 48 stk. blev bygget.
De første eksemplarer af Mark I blev lavet af Fosters og Metropolitan: 25 fra Fosters og 75 fra Metropolitan, som havde større kapacitet i Wednesbury på Old Park fabrikken fra Patent Shaft kompagniet, et datterselskab af Metropolitan. Metropolitan fik også en ordre på yderligere 50 så hæren kunne opstille seks kampvognskompagnier med 25 kampvogne i hver og igangsatte yderligere produktion i deres Oldbury Wagon and Carriage Company. Da der ikke var tilstrækkelig mange 6-punds kanoner til rådighed til alle 150 kampvogne, blev det besluttet at udstyre halvdelen af dem kun med maskingeværer. En ny affutage med to Vickers maskingeværer i roterende skjolde blev konstrueret og produceret.

### Mark II
Mark II havde mindre forbedringer i forhold til Mark I. Da hæren erklærede at Mark I stadig ikke var tilstrækkelig udviklet til brug ville Mark II (som der var afgivet ordrer på i juli) fortsætte med at blive bygget, men kunne kun bruges til træning. På grund af dens planlagte rolle blev de antagelig lavet i ikke-hærdet stål, om end der blev kastet tvivl på denne påstand i begyndelsen af 1917. Først blev der sendt 20 til Frankrig mens 25 forblev på træningsområdet ved Wool, Dorset i England. De resterende fem blev beholdt til brug som testkøretøjer. Da de lovede Mark IV kampvogne ikke var ankommet i begyndelsen af 1917, blev det besluttet, trods protester fra Stern (se nedenfor), at sende de 25 træningskøretøjer i England til Frankrig, hvor de fik selskab af de andre 20 Mark II og 15 Mark I kampvogne i slaget ved Arras i april 1917. Tyskerne kunne gennembryde pansringen i både Mark I og Mark II kampvogne ved Arras med deres panserbrydende maskingevær ammunition.
Mark II blev bygget fra december 1916 til januar 1917 af Foster & Co og Metropolitan (henholdsvis 25 han og 25 hun).
Fem Mark II blev brugt til eksperimenter med forbedrede motorer og gearkasser. De blev stillet til rådighed for virksomheder for at de kunne vise hvilke forbedringer de kunne lave i forhold til Mark I systemet i en åben konkurrence. Under demonstrationerne, der blev holdt i marts 1917 var kun tre af dem i stand til at konkurrere med Mother, som var blevet udstyret med et Daimler benzinelektrisk system. Wilson's epicycliske gear system, som erstattede det sekundære gear og gearfolkene var klart overlegent og blev indført i senere versioner.
Overlevende dele fra Mark II no. 799 (D26), herunder kæder og kanonskjolde kan ses på Musée Jean et Denise Letaille, Bullecourt.

### Mark III
Mark III var en træningskampvogn og benyttede Lewis maskingeværer og en mindre affutage på hun kampvognene. Der blev bygget 50. Det var oprindelig planen, at Mark III skulle have alle de foreslåede nye egenskaber ved en Mark IV. Det er derfor, der var to adskilte træningsmodeller. Mark II var ikke meget mere end en lidt forbedret Mark I. Men udviklingen af de nye egenskaber tog så lang tid, at overgangen fra Mark II skete meget gradvis. De sidste to Mark IIIs blev smeltet om under 2. Verdenskrig. De kom ikke i kamp.

### Mark IV
Mark IV var en bedre pansret udgave af Mark I, som blev sat i produktion i maj 1917. Det var oprindeligt tanken at der skulle indføres grundlæggende mekaniske forbedringer, men de måtte udskydes. Den vigtigste ændring bestod i skiftet til 6-punds kanoner med kortere løb. Det havde benzinen lagret i en enkelt tank (placeret mellem de bageste kædehorn) i et forsøg på at forbedre besætningens sikkerhed. Affutagerne i siderne kunne trækkes ind, så bredden af kampvognen blev mindre, når den skulle transporteres med jernbanen. Der blev bygget i alt 1.220: 420 hanner, 595 hunner og 205 forsyningskampvogne.
Mark IV blev brugt med succes ved Messines højderyggen i juni 1917, hvor de kunne køre fra infanteriet på tør grund, men i Tredje slag ved Ypres i juli og august viste det sig, at de ikke kunne bruges på sumpet og vanskelig grund. Omkring 432 Mark IV kampvogne blev brugt i slaget ved Cambrai i november 1917.
Det første slag mellem kampvogne var mellem Mk IV kampvogne og tyske A7Ver i det Andet slag ved Villers-Bretonneux i april 1918.

### Mark V serien
Mark V var først tænkt som en fuldstændig ny kampvognsmodel, som der var blevet lavet en træmodel af. Men da den nye motor og gearkasse, som oprindelig var planlagt til Mark IV, blev tilgængelig i december 1917, blev det første mere avancerede Mark V design opgivet af frygt for at skabe en afbrydelse i produktionen. Betegnelsen "Mark V" blev skiftet over til en forbedret version af Mark IV, udstyret med de nye systemer. Den oprindelige udgave af Mark IV skulle være en stor forbedring af Mark III; men var blevet reduceret til en mindre forbedring på grund af tekniske forsinkelser. Mark V viste sig således at være meget lig det oprindelige design af Mark IV – dvs. en stærkt modificeret Mark III.
Der blev bygget 400. 200 hanner og 200 hunner. Nogle blev ændret til Hermafroditter (også kaldet "kompositter") ved at montere en han og en hun affutage, så hver kampvogn havde en 6-punds kanon. Dette tiltag havde til formål at sikre, at "hun" kampvogne ikke var underlegne, når de stod overfor erobrede britiske "han" kampvogne i tyske tjeneste eller tyskernes egen A7V.
Mark V blev først brugt i slaget ved Hamel den 4. juli 1918, da 60 kampvogne bidrog til et vellykket angreb mod de tyske linjer af australske enheder. Det tog del i yderligere otte store slag under krigen. Nogle blev indsat i den allierede intervention i den russiske borgerkrig på Den Hvide Hærs side. De fleste blev erobret og brugt af Den Røde Hær i den Russiske Borgerkrig. Fire kom i estisk tjeneste. To i lettisk.

### Mark VI
Mark VI var et af et par projekter med henblik på at udvikle kampvognen, som blev indledt i slutningen af 1916. Mark V skulle indføre så mange forbedringer som muligt på Mark I skroget og Mark VI skulle være et fuldstændigt brud med Mark I skroget. Mark V blev ikke bygget som en sådan, på grund af forsinkelser med Mark IV og det blev en anden Mark V, som blev bygget. Mark VI projektdesignet havde et fuldstændig nyt skrog - højere og med afrundede kædeløb. Den eneste hovedkanon sad foran på skroget. Den nåede ikke længere end til en træmodel. Projektet blev opgivet i december 1917 for at en kampvogn, som blev udviklet sammen med amerikanerne (Mark VIII), kunne sættes i gang.

### Mark VII
Mark Knothe, den tekniske forbindelsesofficer mellem Stern, Elles og Anley, bidrog til udviklingen af kampvognen med designet af den længere Mark I med Williams-Janney hydraulisk transmission; en af Mark IIerne, der blev brugt til afprøvning havde en hydraulisk transmission. I oktober 1917 fik Brown Brothers i Edinburgh tildelt en kontrakt på udvikling af denne teknologi yderligere. I juli 1918 var prototypen klar. Dens gearkasse var meget kompleks. Den 150 hk Ricardo motor drev pumper fra Variable Speed Gear Ltd. som herefter drev to hydrauliske motorer, som drev en kæde hver ved hjælp af adskillige kædedrev. For at undgå den oplagte fare for overopvarmning var der mange ventilatorer, persienner og kølere. Men styringen var let og gradvis og denne version blev sat i produktion for at udstyre en kampvognsbataljon. Tre var blevet bygget og en leveret ud af en ordre på 74 da krigen sluttede. Den blev sprunget over til fordel for V**, som blev bestilt på samme tid time. Skroget var forlænget en smule i forhold til Mark V. Ingen VII findes længere.

### Mark VIII
Da Stern blev fjernet fra sin post efter uenighed med krigsministeriet, blev han kørt ud på et sidespor ved en udnævnelse til en ny afdeling, der skulle arbejde på et fælles design mellem de allierede – de skulle samles i Frankrig, skrog, kanoner og ammunition skulle komme fra Storbritannien og andre komponenter (fortrinsvis motorer) skulle komme fra USA.
Amerikansk involvering i udviklingen af kampvogns designet førte til Mark VIII, også kaldet "Liberty".
Motoren var adskilt fra besætningen og tårnstukturen indeholdt fremad- og bagudskydende maskingeværer. Ud af en planlagt fælles produktion af 1.500 til hver, var en enkelt britisk prototype færdig ved krigens slutning. Briterne byggede kun 24, amerikanerne færdiggjorde 100 mellem september 1918 og 1920 på Rock Island Arsenal, til en pris af $35.000 [£8.750] pr. stk. Omkring 40 skrog til de amerikanske Liberty-kampvogne blev fremstillet af Manchester Tank Syndicate, 11 britiske Mark VIII af North British Locomotive Co.
De blev opgraderet indtil 1930'erne hvor de blev overdraget til Canada til træning. Nogle M1917er blev solgt til canadierne for skrotprisen. Kampvognen selv var over 10 m lang, og der var planlagt men aldrig bygget en endnu længere (13 meter lang) udgave (Mark VIII*). Kampvognen var forældet i 1930'erne på grund af dens hastighed (under 10 km/t) og pansring - 6–16 mm, men den havde en af de kampvogne, som på egen hånd kunne krydse de bredeste skyttegrave, der nogensinde er bygget. Moderne kampvogne er afhængig af brolægningskøretøjer for at kunne krydse brede grøfter.
- Besætning: 12 (senere 10)
- Vægt: 37,6 t
- Længde/højde/bredde: 10,4 m x 3,1 m x 3,8 m) (Mark VIII* længden var 13,4 m)
- Motor: Ricardo 330 hk benzin (UK), Liberty V12 300 hk (USA).[24]

### Mark IX
Mark IX var en pansret mandskabsvogn eller forsyningskøretøj - blandt de første pansrede mandskabsvogne, når man ikke medregner de forlængede Mark V'er. 34 blev bygget ud af en ordre på 200.

### Mark X
Et projekt, som kun nåede til papirstadiet for at forbedre Mark V, oprindeligt kendt som Mark V***. Det var grundlæggende en nødplan i det tilfælde Mark VIII projektet slog fejl (i så fald var der forudset en produktion på 2.000 i 1919), hvor man forsøge at fremstille en kampvogn med så mange dele fra Mark V som muligt, men med forbedret manøvrering og komfort for besætningen.

## Kamp historie
De første kampvogne blev tilføjet som en "tung enhed" til maskingeværkorpset indtil et særskilt kampvogns korps blev dannet den 28. juli 1917 ved kongelig anordning. Et lille antal Mark I kampvogne tog del i slaget ved Somme under slaget ved Flers-Courcelette i september 1916. De blev brugt til at skære gennem pigtråden for at rydde vejen for infanteriet, og blev endda kørt gennem huse for at ødelægge maskingeværstillinger. Selv om mange brød ned, nåede næsten en tredjedel gennem ingenmandsland, og deres effekt på fjenden blev bemærket, hvilket førte til en anmodning fra den britiske øverstkommanderende Douglas Haig om tusinde mere. Dette kom som en overraskelse: William Tritton havde allerede begyndt udviklingen af en tungere kampvogn - den flyvende elefant. Uheldigvis for de allierede gav det også tyskerne tid til at udvikle panserværnsvåben til infanteriet - en panserbrydende 7,92 mm Patrone SmK.
Otte Mark I kampvogne blev brugt mod osmanniske styrker i det Andet slag om Gaza i april 1917 under Sinai og Palæstina felttoget. Med dens tre ødelagte kampvogne udskiftet med Mark IV-er kæmpede kampvognskompagniet igen i Tredje slag om Gaza.
Britiske kampvogne blev brugt ved skiftende succes i offensiverne i 1917 på Vestfronten. Deres første storstilede indsats i en kombineret operation var i slaget ved Cambrai i november 1917, hvor næsten 400 kampvogne i tæt samarbejde med fremrykkende infanteri og en krybende spærreild overløb de tyske linjer i det indledende angreb. Under slaget ved Amiens i august 1918 gennembrød flere hundrede Mark V kampvogne sammen med de nye Whippet og Mark V* kampvogne de tyske linjer i en forsmag på moderne pansret krigsførelse.
Mark V kampvogne erobret af Den Røde Hær fra Den Hvide Armé under Den Russiske Borgerkrig blev anvendt i 1921 under den røde hærs invasion af Georgien og bidrog til den sovjetiske sejr i slaget om Tbilisi.
I 1945 opdagede besættelsestropper to stærkt beskadigede Mark V kampvogne i Berlin. Fotografiske beviser tyder på at disse var overlevende fra den russiske borgerkrig og tidligere havde været udstillet som et monument i Smolensk i Rusland inden de blev bragt til Berlin efter den tyske invasion af Sovjetunionen i 1941. Beretninger om deres aktive deltagelse i slaget om Berlin er ikke blevet bekræftet.

## Overlevende køretøjer
En række kampvogne har overlevet, om end adskillige blot er hylstre, der har fået fjernet al indmad. Den største samling findes på The Tank Museum i Bovington i Storbritannien, som har otte kampvogne. To af disse er vedligeholdt, så de kan køre Mark IV hannen, Excellent og Mark V hannen nr. 9199. Excellent kørte senest i 1980'erne og 9199 i 2000'erne. Bovington museet har ikke til hensigt at lade dem køre igen, på grund af den slitage som de nu skrøbelige historiske køretøjer ville blive udsat for. I stedet købte museet en kopi af en Mark IV kampvogn (som blev bygget til filmen War Horse), som anvendes til demonstrationer for publikum.

### Little Willie
Little Willie overlever på Bovington Tank Museum. Den blev reddet fra at blive skrottet i 1940 under påskud af at den bidrog til at forsvare Bovington basen mod mulige tyske angreb. Mange andre prototyper blev smeltet om under den britiske invasionsskræk.

### Mark I
En enkelt han findes stadig. Det er den eneste overlevende Mark I og verdens ældste overlevende kampvogn. Den indgår i samlingen på Bovington Tank Museum. Den er malet som Number 705, C19, Clan Leslie selv om man ikke kender dens identitet og historie i krigen. Der er indikationer på at den kan have været anvendt som træningskøretøj for kørere, og det har været foreslået, at den er nummer 702, hvilket ville betyde, at den var den anden Mark I som blev bygget. Mellem 1919 og 1970 stod den på Hatfield House for at erindre om at dette var et afprøvningsområde for kampvogne i den første tid.

### Mark II
Der er en enkelt overlevende Mark II hun, F53: The Flying Scotsman, på Bovington Tank Museum. Denne kampvogn har stadig skader, som den fik under slaget ved Arras i april 1917.

### Mark IV
Der er syv overlevende Mark IV kampvogne.
- En Mark IV hun er på Museum of Lincolnshire Life, Lincoln, England, permanent udlånt fra Bovington Tank Museum. En lokal virksomhed, William Foster & Co., fremstillede de første kampvogne. Kampvognen er en tom skal, som engang fik fjernet indmaden. Den er malet som F4: Flirt II, som kæmpede i slaget om Cambrai og blev efterfølgende erobret af tyskerne. Mens der er nogle beviser for, at kampvognen i Lincolnshire rent faktisk kan være Flirt II, er dens historie før 2. Verdenskrig usikker.[31]
- En Mark IV hun er bevaret i Ashford i Kent. Den er en af mange, som blev overdraget til byer i Storbritannien til fremvisning. De fleste blev skrottet i 1920'erne eller 1930'erne.
- Musée Royal de l’Armée et d’Histoire Militaire i Bruxelles har en Mark IV han Lodestar III, stadig i oprindelig bemaling.
- En Mark IV hun, Grit, findes på Australian War Memorial. Den var udstillet i ANZAC Hall på Australian War Memorial indtil august 2008. Den opbevares nu på deres lager i Mitchell, Canberra.[32]
- I 1999, blev en Mark IV hun, D51: Deborah, udgravet i landsbyen Flesquières i Frankrig. Den blev ødelagt af granatild i slaget ved Cambrai (1917) og efterfølgende begravet for at fylde et krater. Arbejde er i gang med dens restaurering.[33]
- En Mark IV han, Excellent, er udstillet i Bovington. Efter 1. Verdenskrig blev denne kampvogn foræret af hæren til HMS Excellent, en af flådens installationer i land, hvor nogle kampvognsbesætninger blev trænet. Under 2. verdenskrig blev den reaktiveret til brug for Home Guard da en tysk invasion truede i 1940.[34] Den er stadig vedligeholdt i køreklar stand.[35]
- Mark IV hun Liberty: fremvises på United States Army Ordnance Museum, Aberdeen, Maryland. Oprindelig hed den Britannia, men blev omdøbt til Liberty, kampvognen kom til Ordnance Museum samlingen i 1919. Efter at have været udsat for vind og vejr i årtier er den i dårlig stand, men står overfor at gennemgå restaurering.[36]

### Mark V
Der findes stadig 11 Mark V. Hovedparter er i Rusland eller Ukraine og er overlevende fra de kampvogne, som blev sendt afsted for at hjælpe de hvide styrker under Den Russiske Borgerkrig.
- Bovington Tank Museum fremviser en Mark V han, Number 9199, den ene af to britiske 1. verdenskrigs kampvogne, som stadig kan fungere. Det var i kamp i slaget ved Amiens hvor dens chef - løjtnant H. A. Whittenbury – blev tildelt Military Cross.
- En Mark V** hun: Ol' Faithful, findes også på Bovington.
- En stærkt restaureret Mark V han, Devil, overlever på Imperial War Museum i London.
- En Mark V* han, nummer 9591, har siden 2010 været en del af samlingen på National Armor and Cavalry Museum, Fort Benning, Georgia. Den blev udleveret til Company A, US 301st Heavy Tank Battalion, og ødelagt af en enkelt granat den 27. september 1918, under angrebet på Hindenburg Linjen. Den blev repareret og sendt tilbage til USA, og er det eneste overlevende eksemplar af Mark V*.
- En Mark V findes på Kubinka Tank Museum, Rusland.
- En Mark V bruges som mindesmærke i Arkhangelsk. Den blev oprindelig brugt at britiske styrker under den allierede intervention i den russiske borgerkrig.
- To bevarede Mark V, en han og en hun, udgør en del af et udendørs mindesmærke ved Luhansk i Ukraine; yderligere to er på lager.
- En Mark V hun findes på Kharkiv historiske museum, Ukraine.

### Mark VIII/Liberty
- En Mark VIII Liberty kampvogn, som oprindelig var på Aberdeen Proving Ground i Maryland, blev i 2010 overført til National Armor and Cavalry Museum ved Fort Benning, Georgia. Køretøjet blev oprindelig tildelt det amerikanske 67. infanteriregiment (tunge kampvogne) på Fort Benning, Georgia.
- En Liberty kampvogn er bevaret på Fort Meade i Maryland. Kampvognen, som fremvises på fortets museum, blev fremstillet i 1920 ved Rock Island Arsenal, Illinois. Den blev tildelt 301. kampvognsbataljon (tung). I løbet af det meste af 1921–1922, var det major Dwight D. Eisenhower som havde kommandoen over denne enhed.
- En britisk Mark VIII findes på Bovington.

### Mark IX
Et enkelt genskabt køretøj findes på Bovington.

## Galleri
- The Bovington Mark II hun kampvogn.
- Mark IV kampvogn på Museum of Lincolnshire Life.
- Mk. IV hun kampvogn på Ashford, Kent
- Mark IV kampvogn ved Australian War Memorial.
- Mark IV hun kampvogn Liberty på Aberdeen Proving Ground.

## Yderligere læsning
- Fletcher, David (2001). The British Tanks, 1915–19. Crowood Press. ISBN 1-86126-400-3.

## Eksterne kilder
- Wikimedia Commons har flere filer relateret til Tunge britiske kampvogne under 1. Verdenskrig
- Headquarters, Tank Corps, 1 December 1917, British Army: "Instructions for the training of the Tank Corps in France" Arkiveret 8. december 2012 hos  hos Archive.is. Includes Mk IV & V tank specifications.
- Mark I (Mother)
- Article on the preserved Arkhangelsk tank
- Archaeological discovery: the Mark IV tank of Flesquières (Battle of Cambrai 1917)
- Lists and battle narratives of British Built Tanks in World War One
- Website of The Tank Museum at Bovington Camp U.K.